# 鎌田誠
鎌田 誠（かまだ まこと、1950年10月21日 - ）は、北海道岩見沢市（旧栗沢町）出身の元レスリング選手。1972年ミュンヘンオリンピックレスリングフリースタイル90kg級日本代表。北海道美唄工業高等学校卒業。中央大学理工学部卒業。元岩見沢市議会議員。元日本レスリング協会理事。

## プロフィール
高校時代、顧問の相原昇教諭に勧められレスリング競技を始める。1968年インターハイ広島大会、福井国体ともに3位の成績をのこし、全国選抜高校生チームの主将選手としてアメリカ合衆国・オレゴン州遠征に参加する。このときのチームメイトにのちの五輪銀メダリスト和田喜久夫（新潟巻農・明治大学）がいた。中央大学に進学し2年生の1970年、カナダ・エドモントンで開催された世界選手権で銅メダルを獲得。この成績は日本重量級初のメダリストとして注目を集めた。このころ全日本の強化合宿に参加して、共に練習をしたレスリング界のレジェンド、佐々木龍雄選手（日大・自衛隊体育学校）からも指導を受けた。
4年生の1972年、中大レスリング部の主将となり、東日本大学対抗リーグ戦の決勝で初優勝を目指す国士舘大学を破り、団体リーグ優勝を果たす。7年ぶり10度目のリーグ制覇を成し遂げ、部員の目標としていた関二郎監督の胴上げを実現し、観戦に来ていたOBも含め全部員が歓喜にわいた。名門と言われた中大レスリング部はこれ以降、48年間リーグ優勝から遠ざかっている。
同年、ライバルの吉田光雄（長州力、専大）に全日本選手権の決勝で勝ち、中大同窓の鶴田友美（ジャンボ鶴田、グレコ100kg超級）と共にミュンヘン五輪に出場したが2回戦で敗退。1973年ワールドカップ（アメリカ・トリード）団体・個人とも銅メダル。1974年アジア大会（イラン・テヘラン）銅メダルを獲得。1976年モントリオール五輪代表権を兼ねた全日本選手権の決勝戦で谷津嘉章（日大）に敗れる。アマレス選手引退後、全日本プロレスに誘われたが断り北海道で後進の指導、国体監督などを務めた。現在は北海道レスリング協会会長。
1976年に故郷の岩見沢市に戻り、父親が経営していた製麺所に就職。その後代表取締役となり、製麺工場とそば店5店舗を経営している。30歳代は仕事のかたわら岩見沢青年会議所でマチおこしや社会活動に取り組み、のちに北海道地区役員としても活躍した。同期の役員に岩倉博文（苫小牧市長）、永田正記（元北見市商工会議所会頭）等がいる。48歳からは議長職を含め、岩見沢市議会議員を3期（12年間）勤めた。現在、岩見沢市スポーツ協会会長、北海道食品衛生協会副会長に就任している。
平成25年には全国のチビッ子レスラー約1000人の選手が集う、全国少年少女レスリング選手権大会（今泉勇策会長）を北海道立総合体育センターで主管し開催した。
また、日本レスリング協会役員として2002年女子レスリングワールドカップ選手団長（エジプト・カイロ）。2005年世界選手権選手副団長（ハンガリー・ブダペスト）。2007年国際親善スポーツ交流監督（中国・ハルビン）。2011年世界選手権選手団長（トルコ・イスタンブール）。2019年世界選手権選手団長（カザフスタン・アスタナ）等、国際大会の選手団役員として活躍している。